# Суворова, Наталья Сергеевна
Наталья Сергеевна Суворова (род. 5 марта 2004, Москва) — российская волейболистка, центральная блокирующая.

## Биография
Начала заниматься волейболом в 11-летнем возрасте в московской спортивной школе «Олимп». В 2018 приглашена в Череповец и на протяжении четырёх сезонов выступала за команды ВК «Северянка».
В 2022 заключила контракт с ВК «Динамо-Ак Барс» (Казань). В то же году выиграла с казанской командой Суперкубок России, а также стала серебряным призёром Всероссийской спартакиады в составе сборной Республики Татарстан.
С 2019 выступает за различные юниорские сборные России, с которыми в 2019 выиграла «бронзу» чемпионата Европы среди младших девушек, в 2020 — «золото» чемпионата Европы среди девушек, а в 2021 — «золото» чемпионата мира среди девушек (признана лучшим игроком первенства) и «бронзу» молодёжного чемпионата мира. 

### Клубная карьера
- 2018—2019 —  «Северянка»-3 (Череповец) — первая лига;
- 2019—2021 —  «Северянка»-2 (Череповец) — высшая лига «Б»;
- 2021—2022 —  «Северянка» (Череповец) — высшая лига «А»;
- 2022—2024 —  «Динамо-Ак Барс» (Казань) — суперлига;
- с 2024 —  «Волеро Ле-Канне» (Ле-Канне) — лига «А» (Франция).

## Достижения

### Клубные
- Чемпионка России 2024.
- обладатель Суперкубка России 2022.
- победитель чемпионата России среди команд высшей лиги «А» 2022.

### Со сборными
- бронзовый призёр  молодёжного чемпионата мира 2021.
- чемпионка мира среди девушек 2021.
- чемпионка Европы среди девушек 2020.
- бронзовый призёр чемпионата Европы среди младших девушек 2019.
- чемпионка Восточно-европейской волейбольной зональной ассоциации (EEVZA) среди младших девушек 2019.
- серебряный призёр Всероссийской спартакиады 2022 в составе сборной Татарстана.

### Индивидуальные
- 2019: лучшая центральная блокирующая (одна из двух) чемпионата Европы среди младших девушек.
- 2020: лучшая центральная блокирующая (одна из двух) чемпионата Европы среди девушек.
- 2021: MVP и лучшая центральная блокирующая (одна из двух) чемпионата мира среди девушек.